# Giulio Cisari
Giulio Cisari (Como, 7 maggio 1892 – Milano, 28 marzo 1979) è stato un illustratore italiano.

## Biografia
Allievo di Adolfo De Carolis, di cui tramandò lo stile, fu incisore, in particolare xilografo, e illustratore. Nel 1919 insegna nella sezione di Decorazione murale della Società Umanitaria di Milano. Sue le copertine di numerosi libri fino agli anni della seconda guerra mondiale. Fu anche autore di pubblicazioni sulla tecnica della xilografia.la moglie Nella Cisari Massione, nata a Bergamo nel 1904, fu pur ella pittrice.